# Усами, Такаси
Такаси Усами (яп. 宇佐美 貴史 Усами Такаси, 6 мая 1992, Нагаокакё, Киото) — японский футболист, вингер клуба «Гамба Осака».

## Карьера
Дебютировал в профессиональном футболе 20 мая 2009 года в матче Лиги чемпионов против «Сеула». Находясь на тот момент в возрасте 17 лет и 14 дней, и забив гол, побил сразу два рекорда клуба, ранее принадлежащих Дзюнъити Инамото.
В 2010 году постепенно завоевал место в стартовом составе и по итогам сезона был признан лучшим новичком Джей-лиги.
Хорошая игра Усами привлекла к нему интерес со стороны мюнхенской «Баварии» в январе 2011 года. Тренер «Баварии» Луи ван Гал заявил, что клуб внимательно следит за выступлениями юного футболиста и заинтересован в его подписании.
В июне 2011 года «Бавария», когда главным тренером мюнхенцев был уже Юпп Хайнкес, взяла Усами в аренду на 1 сезон с правом последующего выкупа. 21 апреля 2012 года Усами начал игру против «Вердера» в стартовом составе команды.
17 мая 2012 года Усами на правах аренды присоединился к «Хоффенхайму»
30 августа 2017 года ушёл в аренду в клуб «Фортуна» Дюссельдорф.